# Lippstädter Metzgeramt

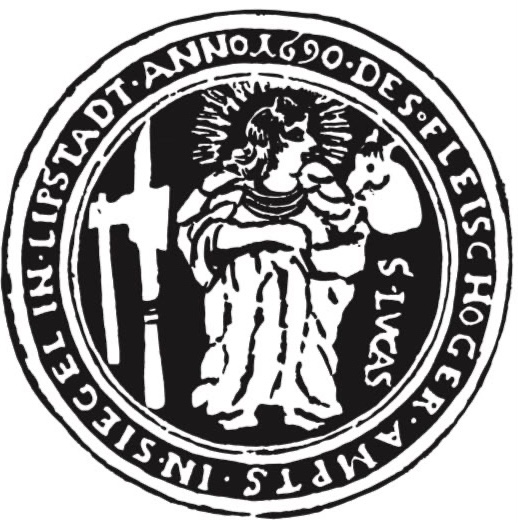
Siegel des Lippstädter Metzgeramts

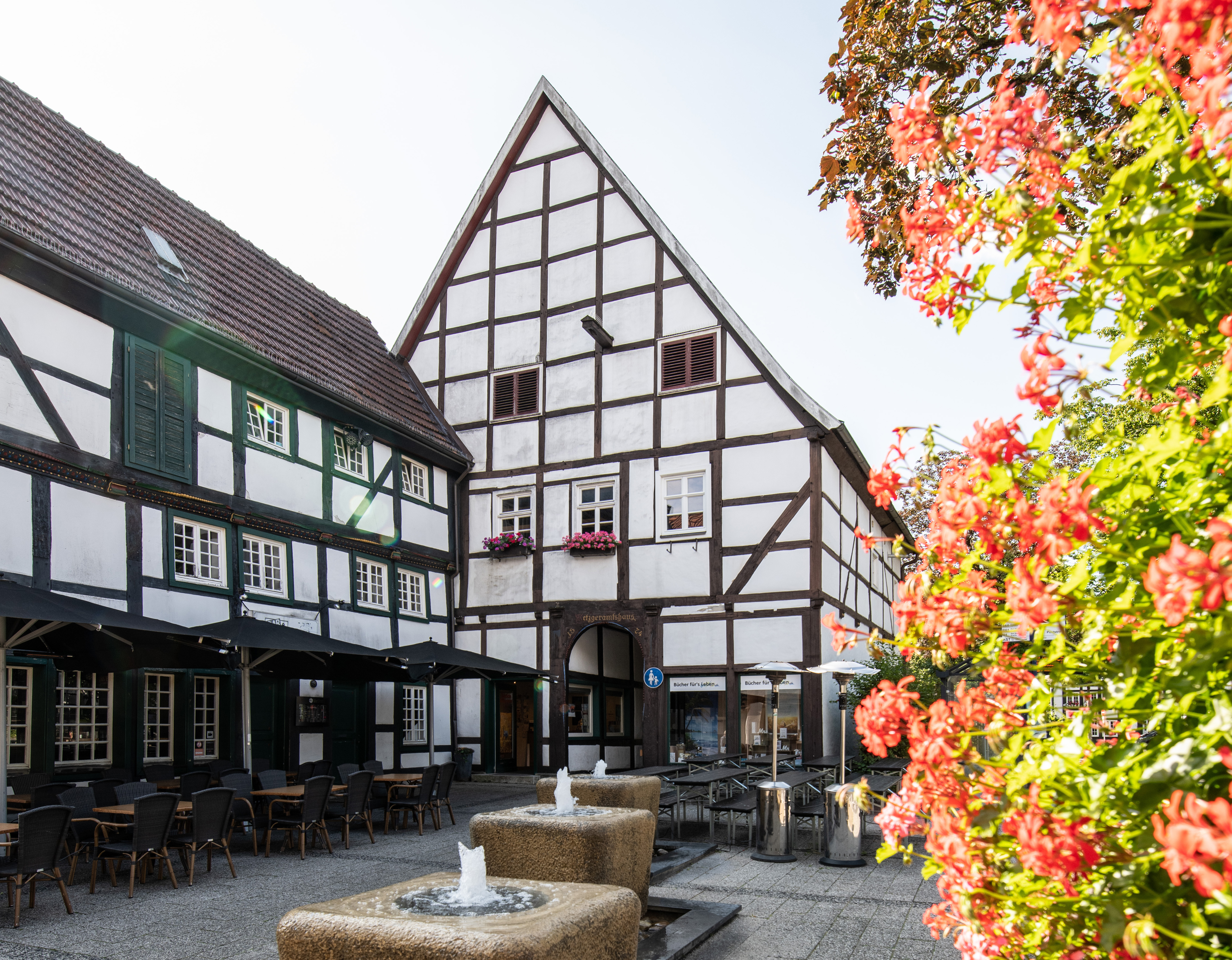
Nordansicht des Metzgeramtshauses

Das Lippstädter Metzgeramt ist eine mittelalterliche Zunft aus Metzgerfamilien in Lippstadt, die ununterbrochen bis in die Gegenwart fortbesteht. Der ehemals rein handwerkliche Berufsverband versteht sich heute als Traditionsverein, der sich weitgehend an die historisch überlieferte Satzung hält. Eine Mitgliedschaft ist nur Nachkommen der ursprünglichen Amtsfamilien möglich, so dass jeder „Amtsbruder“ eine durchgängige Ahnenreihe vorweisen kann. Die Hauptaufgabe besteht neben dem Erhalt des historischen Metzgeramtshauses in der Fortführung des überlieferten Zunftlebens.
Die Geschichte des Metzgeramtes ist dank der seit 1574 durchgängig erhaltenen Protokollbücher gut dokumentiert. 

## Geschichte

### Gründungszeit und Stadtbrand (1574–1656)

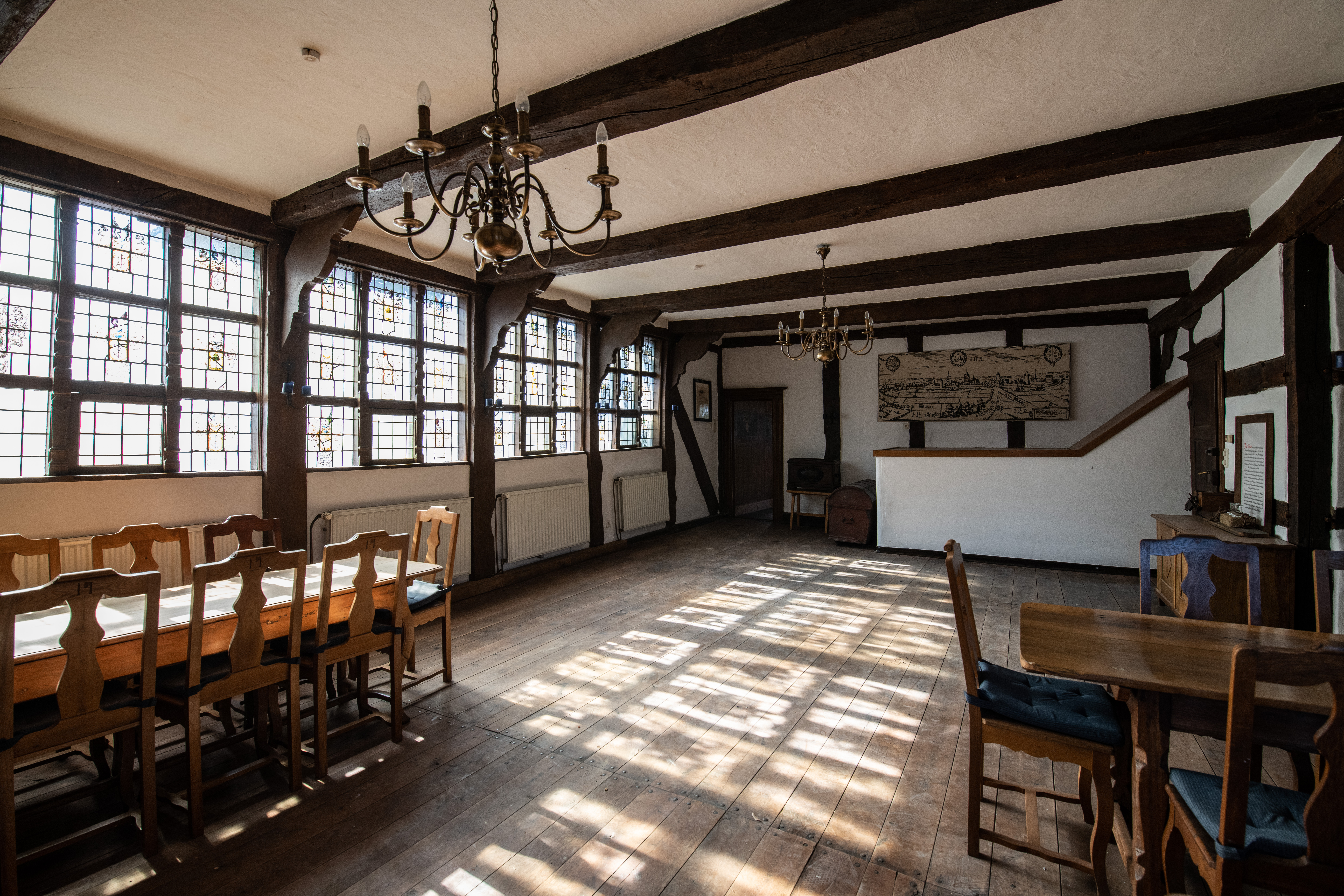
Amtssaal des Metzgeramtshauses

Die älteste Satzung („Nottuln“) des „Fleischhaueramtes“ stammt aus dem Jahre 1574. Im gleichen Jahr beginnt die Liste der Amtsbrüder, die bis auf den heutigen Tag fortgeführt wird. 
Organisiert waren die Metzger allerdings schon deutlich früher, wie die urkundliche Erwähnung eines Fleischhauses im Jahre 1425 beweist. Während des verheerenden Stadtbrandes am 25. Juli 1656 wird neben einem Großteil der innerstädtischen Gebäude auch das erste „Fleishower Amtes Hus“ ein Raub der Flammen.

### Wiederaufbau und erste Krisen (1656–1700)

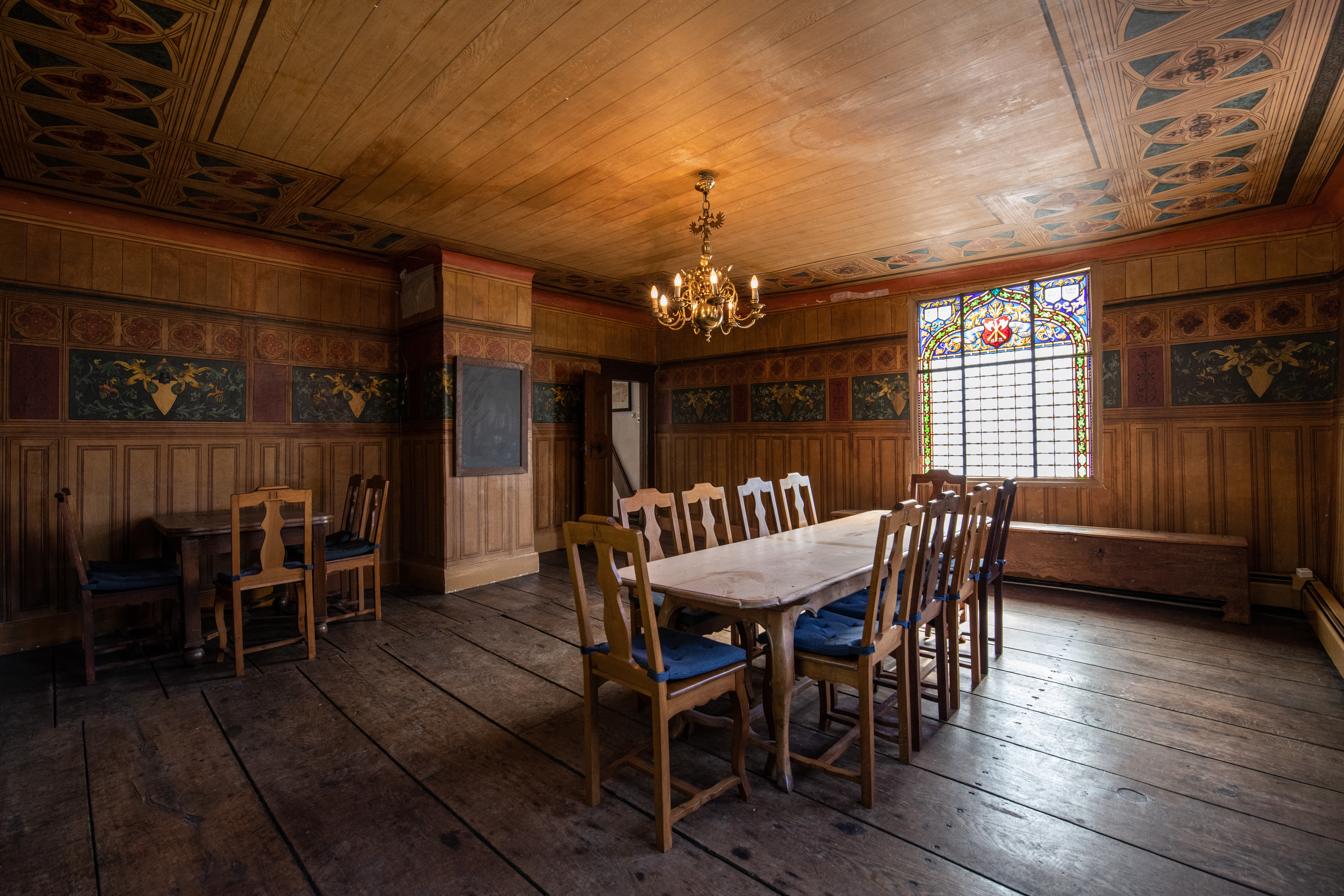
Amtsstube des Metzgeramtshauses

In den Jahren 1659 bis 1662 bauen die Amtsbrüder das Gebäude in seiner jetzigen Form „am Pfade“ (heute „Dunkle Halle“) wieder auf. Die erste existenzielle Krise durchleben die Ämter oder Zünfte im Jahre 1700, als durch einen Reformerlass alle ihre Privilegien außer Kraft gesetzt werden. Nach erfolgreichem Widerstand der Ämter werden wesentliche Teile des Erlasses ungültig und alles bleibt beim „Alten“. 

### Blütezeit und Besatzungszeit (1700–1810)
Im Jahr 1746 schafft das Metzgeramt eine „Schlangensprütze“ (Feuerspritze) für 190 Taler an und bildet bis in das Jahr 1910, also 164 Jahre lang eine überaus erfolgreiche und häufig belobigte Löschmannschaft, bis diese, nach Errichtung des Wasserturms im Süden der Stadt und dem damit verbundenen Wasserleitungsnetz durch die städtische Freiwillige Feuerwehr abgelöst wurde. Die in diesem Zeitraum durch territoriale Kriegshandlungen häufigen Besatzungen mit den damit einhergehenden Einquartierungen von Soldaten führten bei den Metzgern zu einem Wohlstand, der sich äußerlich durch die Größe und Gestaltung ihrer Wohngebäude abzeichnete.

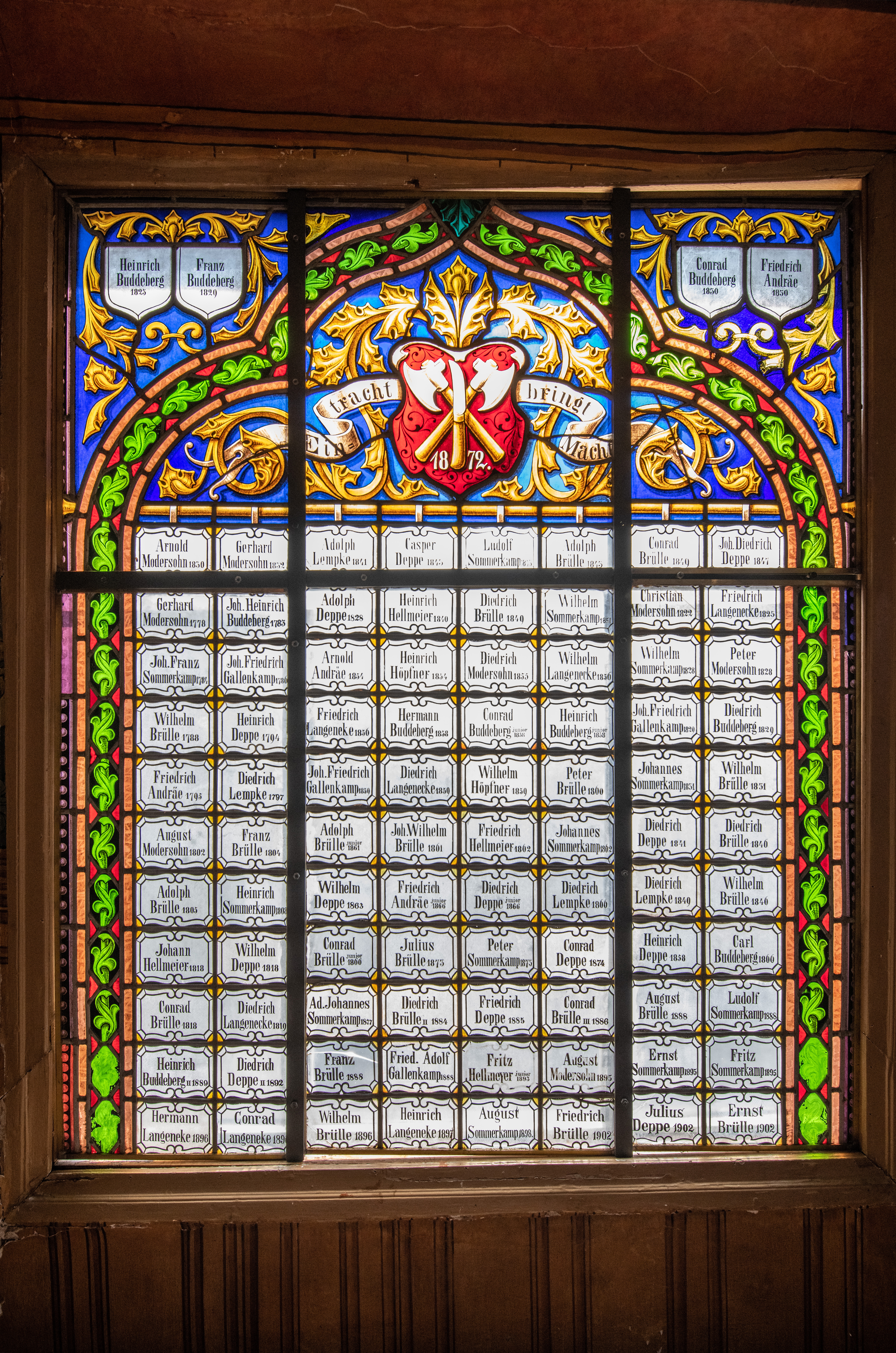
Traditionsfenster in der Amtsstube

Auch die zweite, viel gravierendere Reform durch die französischen Besatzungsbehörden im Jahre 1810 umging das Metzgeramt durch einen Scheinverkauf des Amtshauses an Amtsbruder Franz Brülle am 14. Dezember 1809. Damit entgingen die Amtsbrüder nach der angeordneten Aufhebung des Zunftzwanges der Beschlagnahmung des Hauses und dem Verkauf desselben. Das Metzgeramt blieb damit als einziges Amt in Lippstadt bestehen durch den Beschluss der Amtsbrüder, die Bruderschaft der Fleischhauer weiter „untereinander noch zu unterhalten wie sie sonst gewesen“. Nach Abzug der Franzosen 1815 kommt das Haus wieder in den gemeinsamen Besitz der Amtsbrüder zurück, die jetzt auf freiwilliger Basis weiter Schlachtgeld an das Amt entrichten und es quasi als Innung oder Privatbank nutzen.

### Amtsleben vom 19. Jahrhundert bis heute (seit 1810)
Erst mit der Gründung der „Freien Fleischerinnung zu Lippstadt“ am 20. März 1886 verliert das Metzgeramt seine Funktion als Berufsverband völlig und entwickelt sich nun zu einem Traditionsverein alteingesessener Lippstädter Familien, die alle auf den Beruf des Metzgers zurückgehen oder eine verwandtschaftliche Beziehung zu einer der Amtsfamilien haben.
Auch heute werden nach alter, überlieferter Tradition die drei jährlichen Treffen wie „Amtsmorgensprache“, „Amtsveränderung“ und „Amtsrechnung“ im Frühjahr abgehalten, zu denen der „Schenke“ als Bote des „Regierenden Richtmannes“ jedes Amtsmitglied persönlich zu Hause einlädt. Nach wie vor wird bei den Sitzungen die Rang- und Sitzordnung aus „Richtmännern“, „Drosten“, dem „Schenken“ und „Amtsjungen“ streng eingehalten. Die Begrüßungsworte des Regierenden Richtmanns zu Beginn einer Sitzung lauten „Setzt Euch nach der Ordnung!“. 
Neben den Traditionssitzungen des Vereins steht das Haus heute für Stadtführungen offen. Nach Absprache stehen die Amtsbrüder auch für Sonderführungen zur Verfügung und erläutern Sinn und Zweck dieser ehemaligen Vereinigung von Handwerkern. Viele Schüler haben auf diesem Wege anhand von historischen Gegenständen wie „Geldgürtel“ oder Feuerlöscheimer einen nachdrücklichen Einblick in die Geschichte bekommen. Ein Kontakt kann über die Lippstädter Stadtinformation hergestellt werden.

## Metzgeramtshaus

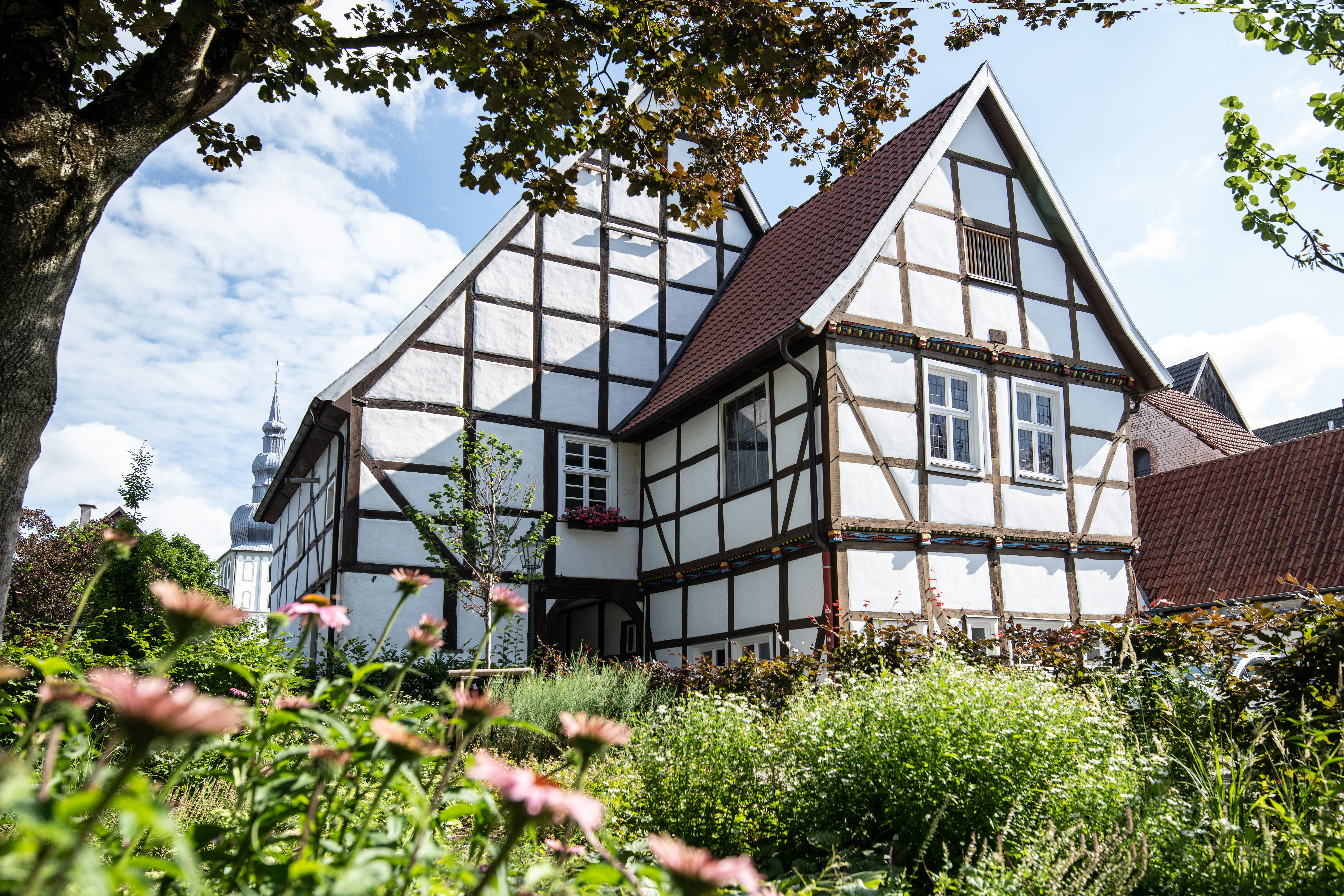
Südansicht des Metzgeramtshauses

Seine einstige Funktion und seinen repräsentativen Charakter vermittelt das Amtshaus auch heute noch im Inneren und Äußeren. Dass es sich bundesweit als einziges Gebäude dieser Art noch im Besitz des Rechtsnachfolgers eines alten Amtes oder einer Zunft befindet, unterstreicht seine überregionale Bedeutung. Während die im Erdgeschoß befindlichen Räume von Anfang an vermietet wurden, lassen die Räume im Obergeschoss mit ihrer Gliederung und der z. T. noch vorhandenen Inneneinrichtung den Charakter als Versammlungs- und Repräsentationsgebäude erkennen. Der im nördlichen Gebäudeteil vorhandene „Amtssaal“ mit seiner einzigartigen Reihe von Wappenfenstern aus dem 17. Jahrhundert wird damals wie heute für Familienfeiern der Amtsbrüder genutzt. Dagegen finden in der südlich gelegenen „Amtsstube“ die traditionellen Amtssitzungen statt. Diese Amtsstube, die vermutlich nach Errichtung des Amtshauses als Anbau entstand, zeichnet sich durch eine 1911 erneuerte Wandmalerei aus, die ein hervorragendes Beispiel später historischer Raumgestaltung darstellt. Im späten 19. Jahrhundert wurden bei einer Umgestaltung dieses Raumes zwei Traditionsfenster eingebaut, welche auf bemalten Fensterscheiben Felder mit den Namen und dem Eintrittsjahr sämtlicher Mitglieder des Metzgeramtes bis heute zeigen.
Bei allen Renovierungen des Hauses beschränkte man sich glücklicherweise auf die Erhaltung der historischen Bausubstanz und verzichtete auf einen aufwändigen „Durchbau“ des Hauses.

## Lucasmahl
Einmal jährlich im November findet das festliche traditionelle „Lucasmahl“ statt, benannt nach dem Heiligen Lukas, Schutzpatron der Metzger. Jeder Amtsbruder darf einen Gast einladen, der allerdings an diesem Essen nur einmal im Leben teilnehmen darf.